# Палмер-Браун, Эрик
Эрик Росс Палмер-Браун (англ. Erik Ross Palmer-Brown; родился 24 апреля 1997 года в Наполеоне, Огайо, США) — американский футболист, защитник клуба «Панатинаикос» и сборной США.

## Клубная карьера
Палмер-Браун — воспитанник клуба «Спортинг Канзас-Сити». 2 августа 2013 года он подписал свой первый профессиональный контракт, став одним из самых молодых воспитанников команды заключивших соглашение. Спустя год итальянский «Ювентус» предложил за Эрика один миллион евро, но «Спортинг» ответил отказом. 18 мая того же года в матче против «Чикаго Файр» Палмер-Браун дебютировал в MLS. В 2015 году он помог клуб выиграть Кубок Ламара Ханта. В начале 2016 года Эрик на правах аренды перешёл в португальский «Порту». Из-за высокой конкуренции он выступал только за дублёров. По итогам сезона Палмер-Браун помог команде выиграть Сегунда-лигу. В начале 2017 года он вернулся в «Спортинг» и выступал за фарм-клуб «Своуп Парк Рейнджерс» в USL.
В начале 2018 года Палмер-Браун перешёл в английский «Манчестер Сити», но для получения игровой практики сразу же был отдан в аренду в бельгийский «Кортрейк». 3 марта в матче против «Брюгге» он дебютировал в Жюпилер-лиге. Проведя вторую половину сезона 2017/18 в составе «Кортрейка», Палмер-Браун на правах аренды перешёл в клуб НАК Бреда, который на тот момент вышел в Высший дивизион Нидерландов по футболу. В сезоне 2019/20 на правах аренды Палмер-Браун стал игроком «Аустрии».
31 августа 2021 года перешёл на правах аренды во французский клуб Лиги 1 «Труа» до июня 2022 года.

## Международная карьера
В 2015 году в составе молодёжной сборной США Палмер-Браун принял участие в молодёжном чемпионате мира в Новой Зеландии. На турнире он сыграл в матче против команды Украины.
В 2017 году Палмер-Браун в составе молодёжной сборной США выиграл молодёжный чемпионат КОНКАКАФ в Коста-Рике. На турнире он сыграл в матчах против команд Панамы, Гаити, Сент-Китса и Невиса, Мексики, Сальвадора и Гондураса. В поединке против мексиканцев Эрик забил гол. По итогам турнира он был признан лучшим игроком.
В том же году Палмер-Браун принял участие в молодёжном чемпионате мира в Южной Корее. На турнире он сыграл в матчах против команд Эквадора, Сенегала, Саудовской Аравии, Новой Зеландии и Венесуэлы.
28 мая 2018 года в товарищеском матче против сборной Боливии Палмер-Браун дебютировал за сборную США.

## Достижения
Командные
«Спортинг Канзас-Сити»
- Обладатель Кубка Ламара Ханта — 2015

Международные
США (до 20)
- Чемпионат КОНКАКАФ среди молодёжных команд — 2017

Индивидуальные
- Лучший футболист чемпионата КОНКАКАФ среди молодёжных команд — 2017